# Військовий стан у східному Донбасі

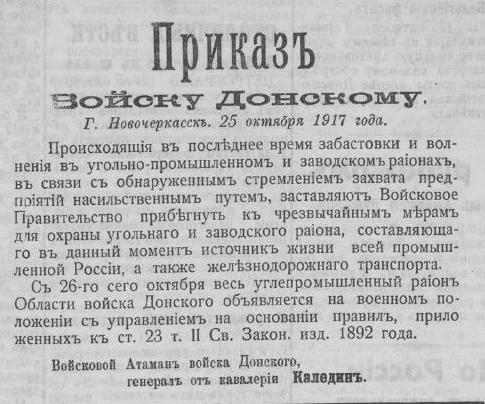

Воєнний стан в східному Донбасі — воєнний стан у гірничопромисловому регіоні Області Війська Донського, запроваджений 25 жовтня 1917 року рішенням Військового уряду Області війська Донського.

## Історія
Вперше питання запровадження в Області війська Донського постало влітку 1917 року. 30 липня і 24 серпня Військовий отаман подавав клопотання про введення воєнного стану «з метою боротьби проти анархії, що розвивається на копальнях». Однак, двічі міністр юстиції Тимчасового уряду відхиляв клопотання.
У другій половині жовтня 1917 року в середовищі шахтарів Області війська Донського різко зросли антиурядові настрої, часто відбувались страйки, поширювалась агітація анархо-синдикалістів та анархоіндивідуалістів. Найбільшою організацією району був «Індустріальний союз вуглекопів» (він об'єднував 30 000 шахтарів). який виступав за пряме управління підприємствами робітниками. На 26 жовтня заплановано загальний страйк.

У зв'язку з Жовтневим переворотом було скликано екстрене засідання Військового кола на якому обговорювалося питання про введення воєнного стану в гірничопромисловому районі Області Війська Донського в якому на 26 жовтня був запланований масовий страйк. На засіданні Військовий Отаман війська Донського Олексій Каледін говорив:
…військовий уряд повинен з одного боку пам'ятати, що на ньому лежить обов'язок захистити козацьку власність, кам'яновугільні багатства, а з іншого — що якщо страйк здійснитться він буде смертю для держави. Панів з іноземними паспортами, що роблять все можливе для руйнування державного ладу, треба викинути з вугільного району, а для цього потрібно ввести воєнний стан.

Само собою зрозуміло що робота комітетів і організацій повинна бути всебічно підтримана. Потім треба використовувати працю військовополонених для порятунку машин і шахт.
Голова Донського обласного виконавчого комітету Арнаутов висловив сумніви щодо доцільності введення воєнного стану, і виступив зі своєю ініціативою:
…військове уряд повинен використовувати свої хазяйське права. Підприємства потрібно підтримати, але для цього військовий уряд має усунути промисловців, відібрати у них машини і капітали і закдючіть контракти з самими робітниками, передавши їм введення всієї справи і забезпечивши їх усім необхідним.
Пропозиція Арнаутова не була підтримана військовим урядом. Зі схваленням воєнного стану виступив старшина Військового уряду Семен Єлатонцев який говорив:
…перш за все, необхідно ввести воєнний стан для арешту безответсвенних осіб. Озброєна сила застосовуватися не буде, і силою гнати на роботу не стануть.
Після подальшого обміну думками рішення про негайне введення воєнного стану було ухвалено одноголосно всіма членами Військового уряду. 25 жовтня 1917 року отаман Каледін видав наказ про введення воєнного стану у вугільних районах, з 26 жовтня весь Вуглепромисловий район Області війська Донського оголошується на військовому положенні з керуванням на підставі правил, прикладених до ст. 23 т. 2 Св. Закон. вид. 1892 року.

У наказі говорилося:
Те, що відбувається останнім часом страйки і хвилювання в вугільно-промисловому та заводському районах, у зв'язку з виявленим прагненням захоплення підприємств насильницьким шляхом, змушують Військовий Уряд вдатися до надзвичайних заходів для охорони вугільного і заводського району, що становить в даний момент джерело життя усієї промислової Росії, а також залізничного транспорту.
Сама редакція газети «Вільний Дон» так пояснювали введення воєнного стану:
Серед керівників страйку є люди з німецькою візою в паспортах. Але вилучити цих людей з робітничого середовища можливо лиш при існуванні воєнного стану, так як судова влада в даному випадку безсила.
Воєнний стан поширювався на ростовське градоначальство, Черкаський, Ростовський та Таганрозький округи з містами Новочеркаськ, Таганрог та посад Азов.
На початку листопада для контролю громадського порядку в гірничопромисловому районі Військовий уряд ухвалив рішення про створення спеціальної гірничопромислової міліції. Оскільки військові частини не могли бути використані в гірських районах.

24 листопада під час переговорів представників Чорноморського флоту і Військового приятельства про скасування воєнного стану. Під час обговорення на питання про причини введення воєнного стану делегат від Дона С. В. Макаров повідомив:
На 26 жовтня був призначений страйк в Донецькому басейні, а тому військовий уряд змушений був оголосити воєнний стан, щоб покласти край анархісткій пропоганді. У Макіївському районі працювало 4 анархіста.
Під час воєнного стану, при наведенні порядку, відбулось вбивство голови Боково-Хрустальської ради робітничих депутатів Микити Переверзєва та його колеги Черевченка, а також бій на Ясинівській копальні.